# Siemion Mogilewicz
Siemion Mogilewicz (ur. 30 czerwca 1946 w Kijowie) – ukraiński przedsiębiorca i gangster.
Urodził się w rodzinie żydowskiej. Ukrywał się pod licznymi nazwiskami. Ma obywatelstwo rosyjskie, izraelskie, węgierskie i ukraińskie. Ukończył ekonomię na Uniwersytecie Lwowskim z tytułem licencjata. Został skazany na trzy lata więzienia w 1970 roku za nielegalny handel walutą. W 1980 zdefraudował majątek powierzony mu przez Żydów emigrujących do Izraela (nie oddał im obiecanych pieniędzy za sprzedaż ich majątku), a mogli oni wyjechać jedynie pod warunkiem pozostawienia całego majątku. Później zajmował się przemytem, stręczycielstwem i hazardem. Oskarżany jest o handel bronią, narkotykami, uranem i zlecenie kilku zabójstw. Związany jest z mafią sołncewską. Jego majątek prywatny szacowany jest na 100 mln dolarów. Ma przydomek „Brainy Don”. Jest poszukiwany przez Interpol, FBI i MI6. Przez FBI jest ścigany głównie za udział w machinacjach giełdowych akcjami YBM Magnex International Inc. za 150 mln dolarów oraz pranie brudnych pieniędzy w Bank of New York w kwocie 20 miliardów dolarów. Został aresztowany w styczniu 2008 roku w Moskwie, ale wkrótce potem wypuszczony. Sam Mogilewicz podczas telewizyjnego wywiadu, wykorzystanego w dokumencie „The Billion Dollar Don”, dla BBC w Moskwie stwierdził, że jest tylko biznesmenem, a poszukiwany jest przez służby specjalne wielu krajów, ponieważ pali dużo papierosów, a teraz walczy się z palaczami.